# Хуснуллин, Марат Шакирзянович
Мара́т Шакирзя́нович Хусну́ллин (тат. Марат Шакирҗан улы Хөснуллин; род. 9 августа 1966, Казань, Татарская АССР, РСФСР, СССР) — российский государственный деятель. Заместитель Председателя Правительства Российской Федерации с 21 января 2020 года (и. о. 7—14 мая 2024). Куратор в Южном федеральном округе. Кандидат экономических наук.
Из-за поддержки российско-украинской войны — под санкциями 27 стран ЕС, США, Великобритании, Швейцарии, Австралии, Украины, Новой Зеландии.

## Образование
В 1983 году поступил в Казанский государственный финансово-экономический институт (КГФЭИ), но через год был призван в армию (отсрочка тогда была отменена во многих вузах). В 1990 году окончил КГФЭИ по специальности «экономика». В 2000 году прошёл переподготовку в Открытом университете Великобритании по специальности «Профессиональный менеджмент». С 2006 года — кандидат экономических наук. Владеет русским, татарским и английским языками.

## Трудовая деятельность

### В Татарстане
В 1983—1984 годах — лаборант обслуживания опытных установок КГФЭИ (параллельно с учёбой).
В 1984—1986 годах — служба в Советской Армии.
В 1986—1987 годах — лаборант в КГФЭИ.
В 1987—1995 годах — главный бухгалтер, председатель строительного кооператива «Темп» г. Казань.
В 1995—1997 годах — генеральный директор ООО «Интерпластсервис».
В 1997—2000 годах — генеральный директор ООО Строительная торгово-промышленная фирма «Ак Барс» г. Казань.
В 1999—2001 годах — депутат Государственного Совета Республики Татарстан от территориального Прикамского округа. После перехода на службу в Министерство строительства, архитектуры и жилищно-коммунального хозяйства Республики Татарстан отказался от поста народного депутата.
В 2000—2001 годах — заместитель генерального директора — директор по материально-техническим ресурсам, инвестициям и строительству ГУП ПЭО «Татэнерго».
С 11 мая 2001 по 18 ноября 2010 года — министр строительства, архитектуры и жилищно-коммунального хозяйства Республики Татарстан.
Во время его руководства министерством в республику был привлечён большой объём федеральных инвестиций, прежде всего под комплексную программу развития жилищного строительства в Татарстане. Программа была ориентирована на освоение территорий агломераций крупных городов республики — Казани, Набережных Челнов, Нижнекамска, Елабуги, Альметьевска — в единых градостроительных решениях, что позволило с минимальными затратами обеспечить их коммунальной, дорожно-транспортной и социальной инфраструктурами.
По инициативе Хуснуллина с целью экономии бюджетных ресурсов были определены типовые проекты строительства жилья, дорог, объектов социальной сферы. Кроме того, в рамках программы «Электронная Россия» в Татарстане была налажена система электронных закупок, выдачи разрешений на строительство и получения заключений государственной вневедомственной экспертизы, что значительно снизило затраты на строительство.
В рамках подготовки к 1000-летию Казани в городе был построен первый в постсоветской России метрополитен и другие знаковые объекты — мечеть Кул-Шариф, мост Миллениум.
При участии Хуснуллина в Казани началось строительство спортивных объектов, которые были задействованы в Универсиаде-2013. К маю 2010 года в столице Татарстана были введены в эксплуатацию 26 спортивных сооружений: Дворец единоборств «Ак Барс», Казанское училище Олимпийского резерва «Олимпиец», спортивные комплексы «Тезуче», «Форвард», «Мирас», «Итиль» при КГУКиИ, «Москва» при ТГГПУ, «Ак Буре», «Ватан», Ледовый Дворец «Татнефть Арена», «Тулпар», «Бустан», «Зилант», «Триумф» — с ледовой ареной и Универсальный СК «Триумф» — с бассейнами и баскетбольными площадками, а также Комплекс стендовой стрельбы, крытый бассейн «Акчарлак», Академия тенниса, Культурно-спортивный комплекс «КАИ Олимп», Волейбольный центр «Санкт-Петербург», Центра бокса и настольного тенниса, крытый плавательный бассейн «Буревестник», Центр хоккея на траве, баскетбольное спортивное сооружение Баскет-холл, Деревня Универсиады.
Ещё 4 объекта — Дворец водных видов спорта, Центр гимнастики, стадион на 45 тыс. мест и Центр гребных видов спорта — достраивались после 2010 года под руководством преемников Хуснуллина после его ухода с поста министра строительства, архитектуры и жилищно-коммунального хозяйства РТ.
В это же время Хуснуллин являлся доцентом кафедры «Экономики и предпринимательства в строительстве» Казанского государственного архитектурно-строительного университета.

### В Москве
Результаты Хуснуллина на посту главы стройкомплекса Татарстана привлекли к нему внимание в Москве. 18 ноября 2010 года Сергей Собянин назначил Хуснуллина руководителем Департамента городского строительства города Москвы.
2 декабря 2010 года стал заместителем мэра по вопросам градостроительной политики и строительства.
В марте 2011 года был назначен председателем Коллегии по вопросам градостроительной политики и строительства города Москвы. В том же году возглавил городскую комиссию по пресечению самовольного строительства.
В январе — июле 2012 года курировал проведение экспертизы проектной документации по объектам городского заказа, в результате чего удалось сократить ряд расходных статей бюджета: стоимость строительства сократилась на 20 %, или 18,8 млрд рублей. По результатам проведения торгов на определение подрядчиков городских объектов также удалось снизить начальную цену на 9 %, или 8,4 млрд рублей. Также ревизии подверглись заключённые при правительством Юрия Лужкова инвестиционные контракты на строительство. Из 1305 соглашений были прекращены 344, а 800 — пересмотрены.
При участии Хуснуллина также были утверждены схемы высотных ограничений строительства и режимы использования земель внутри Бульварного кольца.
С 2012 года Хуснуллин совместно с Управлением аппарата мэрии начал курировать проект ввода системы электронного документооборота для упрощения процедур получения документации в сфере строительства, с тем, чтобы все услуги, включая получение градостроительных планов земельных участков, архитектурно-градостроительных решений, заключений экспертизы, разрешений на строительство и вводы объектов в эксплуатацию, были доступны в электронном виде.
С марта 2012 года Хуснуллин руководил штабом по решению вопросов и строительству ММДЦ «Москва-Сити» (из-за финансового кризиса 2008 года были приостановлены работы по возведению башен «Федерация» и «Россия» и комплекса «Сити Пэлас»: из-за отсутствия кредитных ресурсов инвесторы либо заморозили работы, либо вышли из проекта). Был пересмотрен план сдачи объектов. Взамен было принято решение реконструировать часть улиц в районе ММДЦ, в частности построить новые транспортные развязки (строительство семи дополнительных многополосных автомобильных развязок протяжённостью около 2,5 километра завершилось осенью 2012 года).
С апреля 2012 года Хуснуллин является сопредседателем Совета по проблемам градостроительного развития территорий Московского железнодорожного узла, объектов инфраструктуры железнодорожного транспорта и прилегающих к ним земельных участков.
С 1 июля 2012 года, с момента присоединения к Москве части территорий Московской области, Хуснуллин также курирует строительную политику в «Новой Москве».
В январе 2013 года возглавил вновь созданный Архитектурный совет, который должен контролировать реализацию единой градостроительной и архитектурной политики в городе. По согласованию с Хуснуллиным в совет вошли российские и зарубежные эксперты. Появилась практика проведения конкурсов на разработку концепций градостроительного развития по крупным и значимым городским территориям.

### Вице-премьер Правительства РФ
21 января 2020 года назначен вице-премьером Правительства Российской Федерации.
С 29 января 2020 года Хуснуллин стал куратором по Республике Крым и Севастополю. С апреля 2022 года является также куратором восстановления Херсонской области, Запорожья и Донбасса.
14 мая 2024 года указом президента России Владимира Путина назначен Заместителем Председателя Правительства Российской Федерации во втором Правительстве Михаила Мишустина.

## Наиболее значимые проекты в области градостроительной политики

### Развитие метрополитена
С 2011 года при участии Хуснуллина было построено 101 км линий метро, включая 54 км Московского центрального кольца. При этом стоимость строительства метрополитена снизилась как минимум на 25 %, в том числе, за счёт перехода на европейские стандарты проектирования и отказа от проектов станций глубокого заложения в пользу строительства станций мелкого заложения. Время строительства метро сократилось в среднем на 30 %, стоимость снизилась вдвое. В 2012—19 годах в Москве было введено 47 новых станций и новая Некрасовская линия.

### Градостроительная политика
С 2012 года Хуснуллин участвует в реализации программы «Рубль за метр», в рамках которой Правительство Москвы передаёт в льготную аренду на 49 лет частным инвесторам объекты культурного наследия при условии их высококачественной научной реставрации в течение пяти лет. На конец августа 2012 года в рамках программы были отреставрированы пять московских усадеб: городская усадьба Морозовых конца XVIII — начала XIX вв. и жилой дом Н. П. Баулина (в основе — палаты XVIII века) на Николоямской улице; городская усадьба XVIII—XIX вв. архитектора Константина Буссе в Подсосенском переулке; усадьба Колесникова-Шаргиных-Сапатиной на Таганской площади; дом крестьянина Сысоева (знаменитый «дом с кариатидами»), расположенный в Печатниковом переулке. До конца 2013 года в льготную аренду с последующим восстановлением исторического облика здания было сдано ещё 50 объектов культурного наследия.
С 2013 года под контролем Хуснуллина ведётся разработка генерального плана развития Москвы до 2035 года с учётом присоединённых территорий.
С 2014 года Хуснуллин руководит также проектом по реконструкция СК «Лужники» и прилегающей инфраструктуры. В июне 2017 года реконструкция БСА «Лужники» была завершена с опережением ранее заявленных сроков на год. В 2018 году «Лужники» стали местом проведения Чемпионата мира по футболу 2018.
В том же году столичный стройкомплекс провёл международный конкурс на разработку концепции развития Москвы-реки. Инвестиции в проект, включающий в том числе, благоустройство набережных и превращение их в общественные зоны, составят более 100 млрд рублей.
В 2018 году под руководством Хуснуллина реализован проект парка в Зарядье в центре Москвы, где ранее находилась гостиница «Россия». Демонтаж гостиницы «Россия» начался в феврале 2006 года и был завершён к началу 2010 года. В 2012 году был проведён международный творческий конкурс на разработку концепции развития Зарядья, в котором мог принять участие каждый желающий. Свои проекты освоения территории представили 240 команд со всего мира. По итогам конкурса было подготовлено «народное задание», где было предложено минимизировать наземное строительство и активно использовать подземное пространство, а также отказаться от планировочных решений, наносящих ущерб целостности культурного пространства в историческом центре города.

### Транспортная политика
В 2011 году Хуснуллин из-за высокой стоимости проекта поддержал отказ от строительства Четвёртого транспортного кольца общей протяжённостью 60 км, которое должно было уменьшить нагрузку на МКАД и Третье транспортное кольцо и улучшить межрайонные связи в Москве. Проект был видоизменён под создание Северо-Западной, Северо-Восточной хорд и Южной рокады.

## Критика
Будучи председателем комиссии правительства Москвы по градостроительству, Хуснуллин лоббировал снос домов Привалова на Садовнической улице (вл. 9) — важной части историко-культурного наследия Москвы. 15 января 2015 года на заседании комиссии, вопреки законодательству, проголосовал за снос зданий.
После начала сноса, к которому застройщик приступил на следующий же день, партия «Яблоко» инициировала сбор подписей за отставку Хуснуллина — менее чем за две недели за неё высказалось около 5 тысяч москвичей.
В августе 2011 года российское отделение неправительственной международной организации по борьбе с коррупцией Transparency International опубликовала отчёт своего расследования, согласно которому Марат Хуснуллин может быть непосредственно замешан в скандале со строительством жилого комплекса на участке, примыкающем к парку «Дубки» на севере Москвы, вызвавшим протесты горожан. В сентябре 2015 года руководимый чиновником департамент городского имущества города позволил застройщику ЖК «На Ивановской» изменить цель предоставления участка земли с постройки детского сада на капитальное строительство, благодаря чему кадастровая стоимость земли выросла со 145 до 517 миллионов рублей. Процедура состоялась после вхождения в состав учредителей офшора Nordnet Holdings Limited, ООО «Центроград» (чей гендиректор и единственный владелец Максат Шеммедов связан с многолетним бизнес-партнёром Хуснуллина) и Любови Цветковой (возглавляет некоммерческую организацию «Ассоциация инвесторов города Москвы»).
Согласно опубликованному в ноябре 2016 года расследованию российского отделение неправительственной международной организации по борьбе с коррупцией Transparency International, Хуснуллин в годы работы министром строительства, архитектуры и ЖКХ Татарстана работал с фирмами, принадлежавшими его матери, что является конфликтом интересов и противоречит федеральному закону «О противодействии коррупции». Существовавшая с 2006 по 2011 год компания «Авердикс», по данным Transparency International, принадлежала лондонской Averdo Property Management Limited и офшору из Британских Виргинских островов Averdix Business Corp, скупала контрольные пакеты крупных строительных и коммунальных организаций Татарстана. Директором фирмы с 2005 по 2010 год была гражданка Великобритании Роза Хуснуллина, зарегистрированная в принадлежавшем чиновнику доме.
В декабре 2016 года в интервью газете «Ведомости» Хуснуллин отрицал обвинение Transparency International, пояснив, что его мать никогда не имела британского гражданства, а он сам за последние 15 лет постоянно проходит проверки и отчитывается об имуществе, все его доходы отражены в декларации.

## Международные санкции
Из-за поддержки российской агрессии и нарушения территориальной целостности Украины во время российско-украинской войны находится под персональными международными санкциями разных стран.
- С 23 февраля 2022 года находится под санкциями всех стран Европейского союза так как «отвечает за политику российского правительства в отношении оккупированного Крыма, включая обеспечение водой Крыма и Севастополя»[43][44].
- С 9 мая 2022 года находится под санкциями Великобритании[43].
- С 25 февраля 2022 года находится под санкциями Швейцарии[43].
- С 30 сентября 2022 года находится под санкциями Австралии[43].
- Указом президента Украины Владимира Зеленского от 9 июня 2022 находится под санкциями Украины[43][45].
- С 3 мая 2022 года находится под санкциями Новой Зеландии[43].
- 24 февраля 2023 года внесён в санкционный список Канады «элит и близких соратников режима»[46].
- 12 апреля 2023 года включён в санкционный список США «российских финансовых посредников и уклоняющихся от санкций»[47][48][49].

## Признание

### Награды
- Медаль «За заслуги в проведении Всероссийской переписи населения» (2002)[50]
- Почётная грамота Государственного комитета Российской Федерации по строительству и жилищно-коммуниальному комплексу (2003)[50]
- Медаль «В память 1000-летия Казани» (2005)[50]
- Медаль «100 лет Профсоюзам России» (2005)[50]
- Медаль ордена «За заслуги перед Отечеством» II степени (2008)[51]
- Орден «За заслуги перед Республикой Татарстан» (2010)[52]
- Премия «Скрипач на крыше» в номинации «Государственная деятельность» (2014, Федерация Еврейских общин России) — за содействие в развитии социальной инфраструктуры еврейской общины[53].
- Почётный знак Министерства строительства и жилищно-коммунального хозяйства Российской Федерации (2016)[54]
- Знак «За заслуги в развитии ОАО „Российские железные дороги“» 2-й степени (2016)[55]
- Знак «Почётный работник охраны природы» (2016)[54]
- Орден «За заслуги перед Отечеством» IV степени (2016)[56]
- Орден Почёта (2018)[57]
- Орден Республики (2023, Донецкая Народная Республика) — за значительный вклад в восстановление и развитие отрасли строительства в Донецкой Народной Республике[58]

### Почётные звания
- Почетный строитель России (2004)[56]
- Заслуженный строитель Республики Татарстан[50]
- Почётный работник жилищно-коммунального хозяйства России (2010)[59]
- Заслуженный строитель Российской Федерации (21 декабря 2013 года) — за заслуги в области строительства и многолетний добросовестный труд[60]

### Благодарности
- Благодарственное письмо Кабинета Министров Республики Татарстан (2007)[61]
- Благодарственное письмо Президента Республики Татарстан (2008)[62]
- Благодарность президента Российской Федерации (2017)[56]

## Собственность
В 2011 году Хуснуллин купил квартиру площадью 186,7 м² неподалёку от Кремля, находившуюся в собственности Москвы. В 2016 году он подарил её дочери Малике. Znak.com оценил стоимость квартиры в 2020 году в 200 млн рублей.
В 2020 году стало известно, что Хуснуллин живёт в особняке с рыночной стоимостью около 1 млрд руб в Серебряном Бору в Москве, который оформлен не на него. Согласно расследованию издания Baza, «белых» доходов госслужащего на приобретение такой недвижимости хватить не могло. После выхода расследования Хуснуллин зафиксировал недвижимость в декларации о доходах, однако никакой ответственности за нарушение налоговой декларации не понёс.